# Lepidosaphes geniostomae
Lepidosaphes geniostomae är en insektsart som beskrevs av Williams och Watson 1988. Lepidosaphes geniostomae ingår i släktet Lepidosaphes och familjen pansarsköldlöss.
Artens utbredningsområde är Fiji. Inga underarter finns listade i Catalogue of Life.